# Курган Крака
Курга́н Кра́ка или Курга́н Кра́куса (пол.  Kopiec Krakusa, Kopiec Kraka) — искусственный холм, курган, находящийся в краковском административном районе Дзельница XIII Подгуже на правом берегу Вислы. Курган располагается на вершине холма Лясоты высотой 203 метра (иначе гора святого Бенедикта) горста Кшемёнки-Подгурские. Курган имеет в высоту 16 метров, диаметр кургана составляет 57 метров, диаметр плоской вершины — 8 метров. Объём кургана составляет 19100 кубических метра. Курган назван именем легендарного князя Крака.

## История
Точная дата создания кургана Крака и его назначение не известны. Краковский епископ Ян Длугош связывал курган с именем легендарного основателя Кракова князя Крака.
В 1934 году польский археолог Юзеф Журовский и инженер Францишек Якубик провели на кургане археологические исследования под руководством Польской академии знаний. Были обнаружены следы поселения конечного периода лужицкой культуры. Было предположено, что эти артефакты попали в курган уже после его строительства и датировка основания кургана была определена около 500 года нашей эры. В кургане были обнаружены артефакты различных культур, среди которых были скелет ребёнка и признаки домашнего очага, которые, как предполагают, тоже попали в курган уже после его строительства.
Во время археологических работ 1934 года выяснилось, что внутренняя структура основана на высоком радиальном шесте, который укреплялся равномерно размещёнными преградами. Пространство между этими преградами было наполнено камнями и утрамбовано землёй. Данная конструкция, требовавшая длительного и организованного труда, обеспечивала прочность и существование кургана в течение многих веков и одновременно опровергала версию о захоронении Крака, которое предполагало спонтанность и кратковременность похорон.
В основании кургана был обнаружен археологический артефакт из бронзы аварского типа (по другим предположениям — кестхейского типа), который, как считают, оказался в кургане в начале его строительства. На вершине кургана был обнаружен серебряный динар чеканки правления чешского князя Болеслава II. Эта находка датировала верхний слой кургана VII—VIII веками. По мнению других исследователей, невозможно подтвердить пребывание аваров в окрестностях нынешнего Кракова. Вне зависимости от этого мнения, историки подтверждают, что военные отряды аваров проходили через южные районы современной Польши в 562—567 годах. Аваро-славянские поселения также существовали в районе Дунайвароша и южных районах современной Словакии, откуда бронзовый артефакт мог попасть в основание кургана. В верхней части кургана также были обнаружены остатки корней дуба, возраст которого был около 300 лет. Предполагается, что дуб был объектом языческого поклонения до появления в этих местах христианства. Эти два факта — бронзовый артефакт и существование дуба до IX века — позволяют датировать начало строительства кургана около VI века.
Другие исследователи указывают на сходство кургана с искусственными насыпями в Скандинавии, предполагая его скандинавское происхождение. Это мнение учитывает доказанное присутствие вандалов на территории сегодняшнего Малопольского воеводства в IV веке. Некоторые исследователи предполагают, что курган был создан для погребения или для культового использования. Гипотезы о кургане как о фортификационном сооружении, сигнальном или наблюдательном пункте не убедительны, поскольку объём работ для этих целей не соразмерен предполагаемому использованию.
Существует гипотеза, предполагающая участие кельтов в сооружении курганов Крака и Ванды. Курганы в кельтской культуре имели важное культовое значение. Отмечается, что азимут, соединяющий курганы Крака и Ванды, соответствует восходу солнца 1-го мая. Аналогичное соответствие наблюдается у двух курганов возле Перемышля, только там азимут выпадает на 1 ноября. В кельтском календаре эти дни делят год на две части. Кроме этого, если стоять на кургане Крака 2 мая и 10 августа, то восход солнца будет над курганом Ванды и, наоборот, если стоять на кургане Ванды 4 ноября или 2 февраля, то заход солнца будет над курганом Крака. Считается, что в эти дни проводились кельтские языческие праздники Самайн, Имболк, Белтейн и Лугнасад. Профессор Владислав Гураль не отрицает гипотезу, что краковские курганы Крака, Крака II, Эстерки и Ванды использовались кельтами для астрономических наблюдений. Данные гипотезы предполагагают, что курган был создан на рубеже 2 и 1 веков до нашей эры.
Профессор Лешек Павел Слупецкий предполагает, что курган Крака является древним захоронением знатного вельможи и представляет собой только небольшую часть несохранившегося до нашего времени кладбища. В качестве доказательства Лешек Павел Слупецкий предлагает план Кракова, изданного шведами в 1702 году и на австрийскую карту 1792 года, где, кроме современного кургана Крака обозначены и другие, меньшего размера, курганы. Представитель Краковского археологического музея Казимеж Радванский повторяет данную гипотезу, утверждая, что в конце VIII века в данном месте существовало около 45 курганов, которые не сохранились до нашего времени.
В XIX веке курган Крака был включён в систему фортификационных сооружений австро-венгерской армии.

## В настоящее время
В настоящее время курган Крака является туристической достопримечательностью, а его окрестности — местом отдыха краковян и гостей города, поскольку отюсюда открывается вид на историческую часть Кракова. Многие туристы из Израиля часто посещают курган также потому, что с него видны каменоломни, в которых во время Второй мировой войны работали евреи из Краковского гетто.
С курганом Крака связан польский народный обычай Ренкавка, который проводится во вторник после Пасхи.

## Источник
- Renata Madyda-Legutko, Jacek Poleski, Marek Krąpiec, Studia nad geografią osadnictwa w górnym dorzeczu Wisły u schyłku starożytności i na początku średniowiecza [w:] Archeologia o początkach Słowian, Kraków 2005, стр.313